# Lista över länder som får direkt svenskt statligt bistånd
Här listas länder som får direkt svenskt statligt bistånd.
Svenska staten har år 2007 bilateralt utvecklingssamarbete med cirka 70 länder. Detta bistånd uppgår till cirka 9,5 miljarder kronor per år av det totala biståndet på 30 miljarder. Det bilaterala biståndet lämnas genom myndigheten Sida. Svenska statliga biståndsmedel till enskilda länder lämnas också till andra länder indirekt via internationella organisationer som Världsbanken och UNDP, samt genom stödet till svenska enskilda organisationer, till fler länder än de cirka 70 med vilka Sverige har officiellt bilateralt utvecklingssamarbete (jämför Lista över biståndsländer).

## Ny linje för landval från augusti 2007
Regeringen offentliggjorde den 27 augusti 2007 en ny, och mer restriktiv, linje beträffande landval för bilateralt utvecklingssamarbete. Biståndet utfasas till ett antal länder och fokus läggs på:
- fattigdomsbekämpning i Afrika, "där behoven är störst"
- reformer i Europa
- fred och säkerhet genom insatser i stater i en konflikt- och postkonfliktsituation
- demokrati och mänskliga rättigheter genom engagemang i stater med stora demokratiunderskott

Enligt förslaget indelas gruppen samarbetsländer i fyra kategorier:

### Länder med vilka Sverige ska bedrivalångsiktigt utvecklingssamarbete(12 länder).
Fokus ligger på fattigdomsbekämpning. Två av länderna ligger i Asien, ett i Latinamerika och övriga i Afrika. Av de afrikanska länderna ligger två i Västafrika och övriga i de östra och södra delarna av kontinenten. "I dessa länder ska [Sverige] fördjupa samarbetet, spela en roll i deras kamp mot fattigdomen och stödja uppbyggnaden av demokratiska institutioner." 
- Bangladesh
- Bolivia
- Burkina Faso
- Etiopien
- Kambodja
- Kenya
- Mali
- Moçambique
- Rwanda
- Tanzania
- Uganda
- Zambia

### Länder i konflikt- och postkonfliktsituation med vilka Sverige ska bedrivautvecklingssamarbete(12 länder/områden).
Biståndet fokuseras på fred och säkerhet. "Här behövs särskilda och flexibla insatser för att bidra till fattigdomsbekämpning, fredsprocesser och återuppbyggnad." 
- Afghanistan
- Burundi
- Colombia
- Demokratiska Republiken Kongo
- Guatemala
- Irak
- Liberia
- Palestina
- Sudan
- Sierra Leone
- Somalia
- Östtimor

### Länder i Östeuropa med vilka Sverige ska bedrivareformsamarbete(9 länder/områden)
Samarbetet syftar till att underlätta en möjlig framtida integration i EU. Av dessa länder har Makedonien och Turkiet ansökt om medlemskap och är kandidatländer. "[Sverige] fördjupar samarbetet ... i syfte att underlätta EU-integrationen och därmed stärka fattigdomsbekämpningen och reformansträgningsarna i vårt närområde." 
- Albanien
- Bosnien-Hecegovina
- Georgien
- Kosovo
- Makedonien
- Moldavien
- Serbien
- Turkiet
- Ukraina

### Länder för selektivt samarbete (7 länder)
Detta är länder beträffande vilka tidigare traditionellt bilateralt samarbete utfasas och ersätts med vad som betecknas selektivt samarbete. Detta kan också betecknas som ett samarbete i ömsesidigt intresse, till vilket begränsade medel tillskjuts.
- Botswana
- Indien
- Indonesien
- Kina
- Namibia
- Sydafrika
- Vietnam

Till Svenska Dagbladet (28 augusti 2007) har biståndsminister Carlsson uttalat beträffande dessa länder: "i en del utfasningsländer kommer våra relationer att ta sig nya uttryck. Vi väljer ut prioriterade områden under en övergångsperiod där vi kan använda begränsade medel från biståndsbudgeten".

## Angivna bedömningsfaktorer bakom landval

### Fattigdom och behov
- (Exempel):
- Behovsindex (BNI per capita, undernäringssituation för barn, HIV/AIDS-situation, försvårande externa omständigheter)
- Human Development Index (HDI)
- Mått för inkomstfördelning

### Effektivitet
- (Exempel):
- Bedömningar av resultat och fattigdomsstrategier
- Förekomsten av korruption
- Biståndsberoende
- Relativ över-/underfinansiering

### Mänskliga rättigheter och demokrati
- (Exempel):
- Utveckling mot demokrati
- Utveckling mot ökad respekt för mänskliga rättigheter
- Öppna konsultationsprocesser med det civila samhället

### Mervärdet av, eller komparativa fördelar med, bistånd från Sverige
- (Exempel):
- Efterfrågan på svensk kompetens
- Långvariga relationer
- Mervärde och kunnande inom specifika sektorer

## Undantag från landfokusering
Den landfokusering för bilateralt svenskt utvecklingssamarbete som beskrivs ovan omfattar inte:
- Humanitärt bistånd
- Stöd via svenska enskilda organisationer
- Vissa delar av det s.k. forskningsstödet
- Vissa mindre resurskrävande biståndsformer

## Utfasningsländer för bilateralt svenskt statligt bistånd

### Afrika
- Angola
- Elfenbenskusten
- Malawi
- Nigeria

### Asien
- Filippinerna
- Kirgizistan
- Laos
- Libanon
- Mongoliet
- Pakistan
- Sri Lanka
- Tadzjikistan
- Thailand

### Latinamerika
- Chile
- El Salvador
- Haiti
- Honduras
- Nicaragua
- Peru

### Europa
- Armenien
- Azerbajdzjan
- Montenegro
- Ryssland